# Adimanto (fratello di Platone)
(Adimanto, citato in Platone, Repubblica, 363a)
Adimanto (Atene, 432 a.C. – 382 a.C.) è stato un nobile greco antico,  uno dei fratelli maggiori di Platone, vissuto fra il V e il IV secolo a.C. .

## Biografia
Figlio di Aristone giocò un ruolo importante nei dialoghi de La Repubblica di Platone ed è menzionato in Apologia e Parmenide.
Ne La Repubblica, Adimanto è noto per il suo interesse per l'educazione, che risulta evidente dal momento in cui viene coinvolto nella discussione.  Egli è anche interessato alla felicità dei guardiani della città ideale. Si chiede se o non avrebbero vissuto una buona vita avendo avuto poca o nessuna proprietà personale . Di conseguenza, Adimanto è spesso associato all'avidità o all'amore per il denaro, nelle interpretazioni del dialogo. Nel complesso, Adimanto si presenta come più prudente, più sobrio e meno creativo di suo fratello Glaucone, altro importante interlocutore di Socrate nel corso degli ultimi nove libri de La Repubblica.

## Il discorso di Adimanto nelLibro IIdellaRepubblicadi Platone
Adimanto fa il proprio discorso nel Libro II della Repubblica intervenendo subito dopo Glaucone e corroborando la teoria del fratello, secondo la quale la giustizia è solo una condizione esteriore, sempre pronta a essere messa in questione. Adimanto si concentra sull'educazione dei giovani alla giustizia, spesso fuorviante. Secondo lui, infatti, sono proprio gli elogi della giustizia, da parte dei padri e dei poeti, a spingere verso l'ingiustizia e rafforzare nei giovani il pleonektein (πλεονεκτεῖν, "desiderio del singolo di soverchiare sugli altri"), su cui Glaucone aveva organizzato l'intera natura umana e così il proprio discorso. 

### Padri e poeti
Quando i padri raccomandano ai figli di essere giusti, in realtà non tessono le lodi della giustizia come bene spirituale, ma elogiano la buona reputazione che ne deriva. Il loro insistere sulla materialità delle conseguenze che una vita giusta può portare spinge in realtà all'ingiustizia, perché fa nascere nei figli l'amore per il potere e per la ricchezza.
I padri, per avvalorare i loro elogi, si servono anche dei racconti dei poeti: secondo questi gli dèi concedono ai giusti "beni copiosi" per i quali di solito si arriva a compiere ingiustizia. 
Adimanto attacca quindi i poeti perché, in nome degli dèi, assicurano ai giusti grandi banchetti e un'ebbrezza eterna dopo la morte e, senza esitazioni, dicono che "la temperanza e la giustizia sono belle, sì, ma difficili e gravose" mentre  l'ingiustizia è facile da conseguire e brutta solo per l'opinione e per la legge. I poeti inoltre, come la gente comune, tendono a disdegnare i più umili e poveri, anche se sono brave persone, e a concentrare le loro attenzioni sui malvagi, se questi sono ricchi o potenti.

### Gli dèi nel discorso di Adimanto
I poeti quindi, secondo Adimanto, veicolano un'immagine sbagliata degli dèi: mostrano che la divinità ha riservato vite orribili e piene di sciagure a uomini buoni e vite felici a uomini malvagi. Gli dèi sono anche descritti come corruttibili: lo stesso Omero fa riferimento a indovini che promettono di poter recar danno a un nemico (giusto o ingiusto che sia) con incantesimi che il ricco non avrà problemi a pagare. Così facendo, dice Adimanto, "sia i vivi che i morti hanno modo di essere assolti e purificati da atti d'ingiustizia [...] mentre tremendi castighi attendono chi non fa sacrifici".
Tutto sembra voler dire che gli uomini non devono preoccuparsi del giudizio degli dèi sulle loro azioni, perché questo è spesso arbitrario e se non altro influenzabile con i sacrifici. La morale non può quindi servirsi della paura dei castighi divini come non può servirsi della religione.

### Implicazioni pedagogiche
I discorsi dei padri e le storie raccontate dai poeti porteranno i giovani a scegliere la vita dell'ingiustizia, perché i più intelligenti e dotati saranno i primi a capire che, se riusciranno a mantenere, con l'inganno e con la violenza, una patina di giustizia intorno a loro, potranno avere "una vita degna di un dio" ed  essere davvero felici. Una volta capito che per ottenere le conseguenze della giustizia basta fingere di possederla, risparmiandosi la "strada lunga, aspra e scoscesa" che percorre chi vuol essere giusto davvero, è difficile scegliere di rimanere giusti. Coloro che lo fanno, afferma perciò Adimanto, sono o persone che per "divina natura" ne provano ripugnanza oppure persone ricche di scienza (epistème) che hanno scelto per questo la giustizia.  
Adimanto arriva quindi a concordare con Glaucone: colui che desidera cariche pubbliche prestigiose e vantaggi deve solo apparire giusto. Al discorso del fratello aggiunge che sono proprio l'educazione e la religione, basate entrambe sui racconti dei poeti, a far nascere nei giovani il desiderio di ingiustizia.
Dato che il discorso di Adimanto è strettamente legato all'educazione, non è un caso che il Socrate platonico parli proprio con lui quando decide quale deve essere la formazione dei guardiani nella città ideale, sempre nel Libro II. Platone, in un certo senso, riconosce la tesi di Adimanto e decide che, se le favole che vengono raccontate sugli dèi sono fuorvianti e non adatte ai bambini perché piene di violenza e metafore, è il caso di raccontarne di diverse. È proprio con Adimanto che il Socrate platonico arriva a decidere una legge sulla divinità, per evitare che gli dèi vengano visti come autori del male: le pene divine devono essere riservate solo a chi si è effettivamente comportato in modo ingiusto e devono essere provvidenziali, non fini a se stesse. Con questa legge, che dovrà ispirare gli autori delle nuove favole per bambini, quello che per Adimanto portava all'ingiustizia non potrà mai sorgere in Kallipolis, la città ideale immaginata da Platone.